# Aiolosaurus oriens
L'aiolosauro (Aiolosaurus oriens) è un rettile estinto, appartenente agli squamati. Visse nel Cretaceo superiore (Santoniano/Campaniano, circa 80 milioni di anni fa) e i suoi resti fossili sono stati ritrovati in Mongolia.

## Descrizione
Questo animale è conosciuto per uno scheletro incompleto con tanto di cranio. La testa era lunga circa 5 centimetri, e si suppone che l'animale intero non raggiungesse il metro di lunghezza. La mascella era piuttosto alta e profonda, a suggerire un cranio alto, ed era dotata di 9 o 10 denti ricurvi e acuminati, con plicidentina poco sviluppata. Alcune caratteristiche del cranio si riscontrano soltanto in alcune lucertole del Cretaceo superiore dell'Asia, come Cherminotus e Ovoo.

## Classificazione
Descritto per la prima volta nel 2000, Aiolosaurus è considerato una lucertola varanoide a causa della forma dei centri vertebrali, dotati di un particolare restringimento precondilare. Alcuni caratteri, come un unico foro lacrimale, indicano che Aiolosaurus potrebbe essere stato uno dei varanoidi più basali (primitivi). Si suppone che il più stretto parente di questo animale fosse Ovoo gurval, anch'esso noto nel Cretaceo superiore della Mongolia.